# ティムール・ベクマンベトフ
ティムール・ベクマンベトフ（英語: Timur Nuruakhitovich Bekmambetov; カザフ語: Темір Нұрыахытұлы Бекмамбет; ロシア語: Тиму́р Нуруахи́тович Бекмамбе́тов, 1961年5月25日 - ）はカザフスタン出身の映画監督。

## 経歴
カザフスタンのアティラウ生まれ。父親はエネルギー会社勤務、母親はジャーナリスト。タシュケントで舞台や映画を学ぶ。軍に入った後、セット・デザイナーとしてそのキャリアをスタートさせる。1989年からCMの監督となり、その後、ロシア銀行を含めて何百本ものCMを手掛けて国際的にも高い評価を得る。
1994年に第一作目となる映画『エスケープ・フロム・アフガン』を監督。テレビ用作品を手がけたのち、2001年にはロジャー・コーマンのプロデュースで、カレン・マクドゥーガルらプレイメイトを起用したビデオ用映画『ザ・グラディエーターII ローマ帝国への逆襲』を全編ロシアで撮影。2004年、セルゲイ・ルキヤネンコのベストセラー小説を映画化したダーク・ファンタジー『ナイト・ウォッチ』がロシア国内で大ヒット、続編の『デイ・ウォッチ』も監督する。
2008年にハリウッド・デビュー作となるアンジェリーナ・ジョリー主演の『ウォンテッド』をヒットさせる。
2009年にはティム・バートンと共に2人が惚れ込んだ新進気鋭の監督シェーン・アッカーが手掛ける3Dアニメーション映画『9 〜9番目の奇妙な人形〜』をプロデュースした。

## フィルモグラフィ
- ザ・グラディエーターII ローマ帝国への逆襲 The Arena (2001) 監督
- ナイト・ウォッチ/NOCHNOI DOZOR Night Watch (2004) 監督・脚本
- デイ・ウォッチ Day Watch (2006) 監督・脚本
- ウォンテッド Wanted (2008) 監督
- 9 〜9番目の奇妙な人形〜 9 (2009) 製作
- アポロ18 Apollo 18 (2011) 製作
- ダーケストアワー 消滅 The Darkest Hour (2011) 製作
- リンカーン/秘密の書 Abraham Lincoln: Vampire Hunter (2012) 監督・製作
- アンフレンデッド Unfriended (2014) 製作
- ハードコア (2015) 製作
- ベン・ハー Ben-Hur (2016) 監督 [2]
- エジソンズ・ゲーム The Current War (2017) 製作
- アンフレンデッド: ダークウェブ Unfriended: Dark Web (2018) 製作
- Profile (2018) 監督
- クレメンシー Clemency (2019) 製作
- V2. Escape From Hell (2021) セルゲイ・トロフィモフと共同監督 (全編縦画面映画)
- Mercy (2025) 監督